# Того, Джонатан
Джонатан Фредерик Того (англ. Jonathan Frederick Togo; род. 25 августа 1977) — американский актёр, наиболее известный по роли Райана Вульфа в телесериале «C.S.I.: Место преступления Майами».

## Ранние годы
Того родился в Рокленде, штат Массачусетс, в семье Шейлы, домохозяйки и бывшего визуального мерчендайзера, и Майкла Того, рекламного художника и графического дизайнера, который ранее работал в «Бостон Глоуб». Мать Того итальянского и ирландского происхождения, а отец — еврей, оригинальная фамилия предков которого — Тонкавиевы.
Того посещал начальную еврейскую школу и окончил старшую школу Рокленда в 1995 году. В школьные годы он занимался рестлингом, в 1991—1992 годах он принимал участие в «Современном проекте конкурентоспособности и передовых учебных программ». Того окончил колледж Вассар, получив степень бакалавра театральных искусств, и продолжил свое обучение в Национальном Институте театра театр Юджина О’Нила. В студенческие годы он выступал в музыкальной группе под названием The El Conquistadors вместе с Сэмом Эндикоттом и Джоном Конвеем, которые потом основали группу The Bravery.

## Карьера
Того выступал в театре, в том числе в пьесе Our Country’s Good. Его самая известная роль — Райан Вульф в сериале «C.S.I.: Место преступления Майами», также он снимался в телесериале «Охотники за нечистью», играл роль Пита в фильме «Таинственная река», имел эпизодические роли в сериалах «Справедливая Эми», «Закон и порядок», «Закон Хэрри» и других.
В 2011 году он сыграл роль братьев-близнецов Рича и Марка, которые влюбляются в одну и ту же женщину, в фильме «Идентичность». В сентябре 2013 года было объявлено, что Того снимется в двух эпизодах четвёртого сезона сериала «Тайные операции», а в 2017 году снялся в эпизоде телесериала «Люцифер». В 2025 году снимался в сериале «Последний отсчёт».

## Личная жизнь
В 2013—2016 годах Того был женат на актрисе Диоре Бэрд, у пары есть сын. 17 января 2019 года Того женился на актрисе Бейкер Лим.

## Фильмография
| Год       |     | Русское название                  | Оригинальное название      | Роль                           |
| --------- | --- | --------------------------------- | -------------------------- | ------------------------------ |
| 2001—2002 | с   | Охотники за нечистью              | Special Unit 2             | Джонатан                       |
| 2003      | с   | Справедливая Эми                  | Judging Amy                | Чарльз «Диджей Дизз» Симбур    |
| 2003      | ф   | Таинственная река                 | Mystic River               | Пит                            |
| 2003      | с   | Эд                                | Ed                         | Кит Кесслер                    |
| 2003      | с   | Закон и порядок                   | Law & Order                | Эдди                           |
| 2004      | с   | Присяжные                         | The Jury                   | Деннис Дадли                   |
| 2004—2012 | с   | C.S.I.: Место преступления Майами | CSI: Miami                 | Райан Вульф                    |
| 2005      | кор | —                                 | Up                         | н/д                            |
| 2006      | кор | —                                 | Raccoon                    | н/д                            |
| 2011      | ф   | Идентичность                      | Identical                  | Марк Вашингтон / Рич Вашингтон |
| 2012      | ф   | Кто-то там наверху любит меня     | Somebody Up There Likes Me | взрослый Лайл                  |
| 2012      | с   | Закон Хэрри                       | Harry’s Law                | Рэнди Хессли                   |
| 2013      | с   | Тайные операции                   | Covert Affairs             | Нельсон Смит                   |
| 2014      | кор | —                                 | A Hundred Eighty Degrees   | Ник                            |
| 2015      | ф   | 7 китайских братьев               | 7 Chinese Brothers         | Дон                            |
| 2015      | ф   | После урагана                     | A Rising Tide              | Роджер Белл                    |
| 2015      | с   | —                                 | Ex-Best                    | Фрэнк                          |
| 2016      | с   | Ангел из ада                      | Angel from Hell            | Гэвин                          |
| 2017      | ф   | Вечные дети                       | Infinity Baby              | стажёр                         |
| 2017      | с   | Люцифер                           | Lucifer                    | Энтони Эннан                   |
| 2017      | с   | Училки                            | Teachers                   | симпатичный выпускник          |
| 2018      | тф  | —                                 | Christmas Cupid’s Arrow    | Дэвид                          |
| 2025      | с   | Последний отсчёт                  | Countdown                  | старший спецагент Дэймон Дрю   |